# بدوستمون دغلي
بدوستمون دغلي أو عشبة النهر الدغلية (الاسم العلمي:Podostemum fruticulosum) هو نوع من النباتات يتبع جنس البدوستمون من الفصيلة البدوستمونية.